# Ménagerie ambulante
Pour un article plus général, voir Ménagerie.

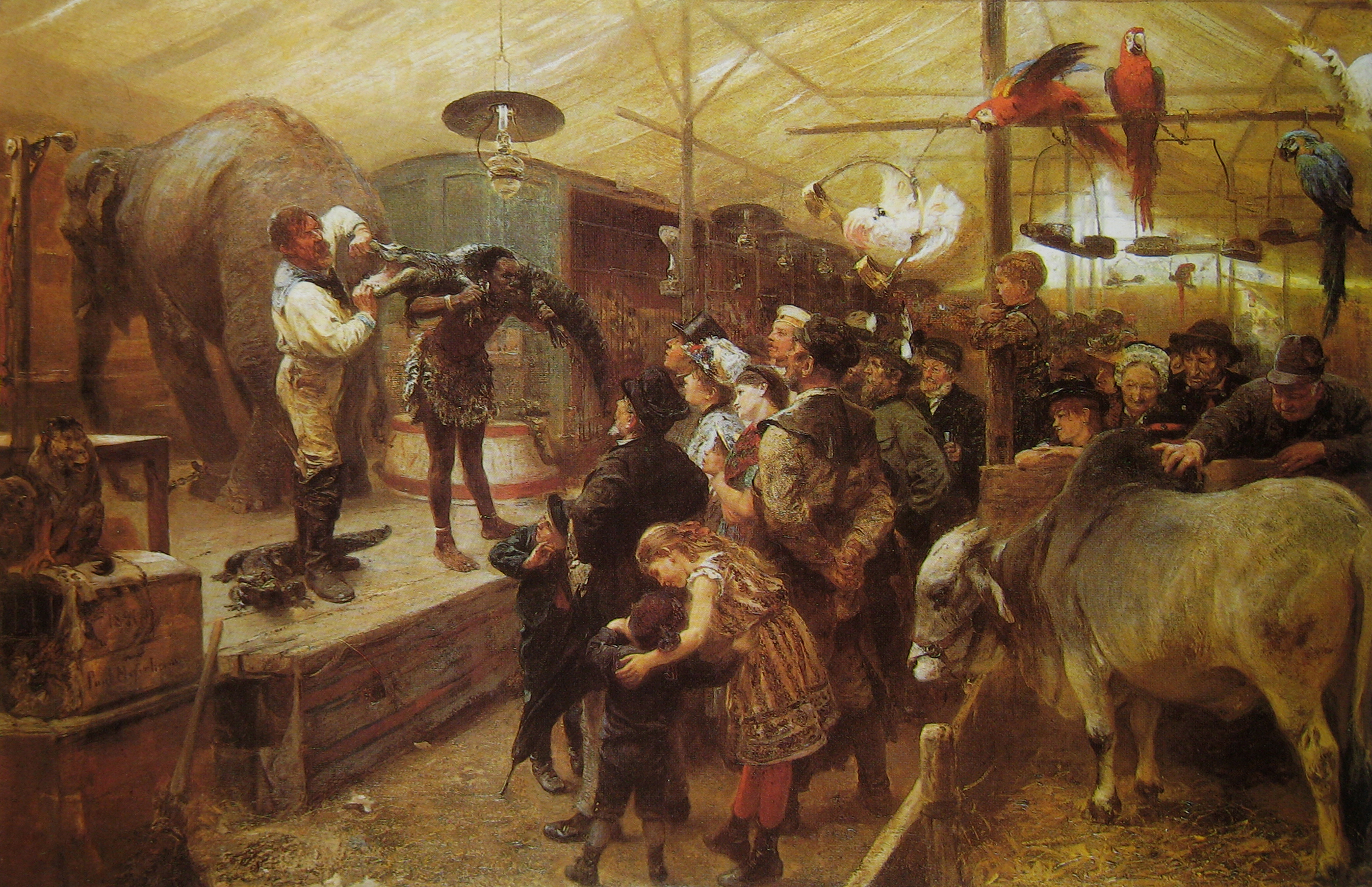
Paul Friedrich Meyerheim : In der Tierbude (Dans la baraque aux animaux), 1894; Galerie Neue Meister, Dresde

Les ménageries ambulantes étaient des collections en tournée d'animaux exotiques vivants. À partir de la fin du XVIIIe siècle, elles deviennent progressivement une partie régulière de la culture des distractions dans toute l'Europe et aux États-Unis. Ces ménageries sont exploitées par des forains qui se déplacent avec leurs animaux de place en place, pour les présenter au public dans des baraques aux animaux contre un droit d'entrée. Contrairement au cirque, la sensation de ces spectacles animaliers ne réside pas dans le dressage d'animaux tout à fait apprivoisés, mais dans la présentation de leurs caractères surprenants.
Contrairement aux zoos qui se sont établis aussi au XIXe siècle, et qui ont vocation à l'étude des créatures, et à l'enseignement du public, les présentations animalières des gestionnaires de ménageries reposent avant tout sur le goût du spectacle, que l'on peut servir partout par ce métier ambulant. En Europe, la période des spectacles animaliers ambulants se termine dans les années 1930, avant tout en Allemagne, alors qu'aux États-Unis, ils restent d'actualité jusque dans les années 1960.

## Spectacle et collection
La tradition de l'exposition d'animaux exotiques vivants est attestée en Europe depuis l'Antiquité. Depuis le Moyen Âge, des saltimbanques parcourent l'Europe avec des animaux vivants ; les ours dansants des montreurs d'ours font partie de la vie des marchés régionaux et urbains du Moyen Âge et du début des Temps Modernes.
La collection de créatures étranges est toutefois un phénomène plus récent, qui appartient depuis le début des Temps Modernes au statut de la cour des souverains européens ; les animaux rares deviennent de plus en plus des objets d'échange et des cadeaux diplomatiques, comme par exemple au XVe siècle la Girafe Médicis, immortalisée sur des fresques et des tableaux. Les animaux sont hébergés dans des ménageries spéciales pour les grands félins et les pachydermes, pour exprimer comme les cabinets de curiosités ou les cabinets d'histoire naturelle l'expression d'une exigence exclusive pour la distraction et la satisfaction de la curiosité. Les animaux, souvent, ne restent pas dans un endroit fixe, mais sont présentés çà et là pour témoigner de la puissance de leur propriétaire, en particulier l'éléphant d'Asie domesticable, que l'on peut voir en Europe à maintes occasions depuis la fin du Moyen Âge. Par exemple, Saint Louis envoie au XIIIe siècle (pendant la trève avec les Anglais) un éléphant à Henri III en Angleterre, puis au XVIe siècle le pape Léon X reçoit du Portugal un jeune éléphant nommé Hanno appartenant à Manuel Ier, et un éléphant entré dans l'histoire sous le nom de Soliman change de propriétaire princier (de Jean III au futur Maximilien II) à destination de Vienne via Lisbonne et Madrid.
À la fin du XVIIIe siècle, les ménageries des souverains sont progressivement dissoutes. Dans la mesure où les peaux empaillées et les squelettes ne sont pas conservés dans les cabinets d'histoire naturelle, les collections d'animaux vivants sont distribuées, au début du XIXe siècle par l'intermédiaire du commerce d'animaux exotiques, pour l'installation de jardins zoologiques ouverts à un large public, pour compléter les cirques comme attractions de dressage, ou deviennent partie de collections ambulantes de spectacles forains.

### Saltimbanques et marchands

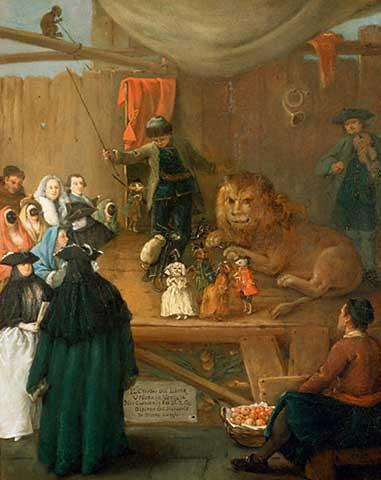
Pietro Longhi: Il casotto del leone (La baraque au lion), 1762; Pinacothèque Fondazione Querini Stampalia, Venise. Un comédien ambulant présente des chiens savants et un lion domestiqué.

Des présentations animalières avec des bêtes sauvages domestiquées et de petits numéros de dressage font partie des programmes de distractions publiques modernes de forains et comédiens ambulants. Depuis la fin du XVe siècle, des ours et des singes sont présentés, souvent en même temps que des « nègres » ou des « monstres ». Les éléphants des Indes, animaux dociles qui peuvent présenter des tours, comme par exemple, l'éléphante Hansken (en) ou, en sculpture, l'éléphant du Bernin, soutenant l'Obélisque de la Place de la Minerve à Rome, sont des aimants attirant le public au XVIIe siècle. Au XVIIIe siècle, un rhinocéros indien vivant nommé Clara fait une tournée en Europe. L'arrivée de ce genre étrange de miracle de la nature, considéré comme sensationnel, est toujours noté dans les annales locales, et éternisé dans des œuvres d'art par des artistes comme Jean-Baptiste Oudry ou Pietro Longhi.
Les liaisons maritimes régulières créent un marché pour les animaux rares en Europe, tout d'abord surtout dans les ports de navigation au long cours. Vers 1700 naissent à Amsterdam des ménageries de commerce et de présentation, avec les animaux exotiques arrivants qui ne sont pas immédiatement emportés vers des ménageries privées par des agents des cours régnantes. Les acquéreurs d'animaux voyagent avec leurs possessions vers les villes de cour, en espérant attirer une clientèle princière. Ces possesseurs ambulants d'animaux se produisent parfois en tournée dans les théâtres de cour comme dans les théâtres itinérants.
Dans la seconde moitié du XVIIIe siècle, le spectre des animaux présentés en spectacle s'enrichit, en particulier en ce qui concerne les « rois des animaux, » éléphants et lions, qui sont dorénavant présentés par des entreprises en développement à un public capable de les rémunérer. Les représentations publiques d'animaux de combat, où des chiens doivent combattre des ours, des loups ou des tigres, sont progressivement interdites dans les villes à partir du début du XIXe siècle. Ces interdictions en Allemagne (à partir de 1830), en Grande-Bretagne (à partir de 1835) et à Paris (1833) résultent des idées sur la présentation des animaux sauvages lancées à Paris en 1793 dans la foulée de la Révolution, qui a propagé le concept de ménagerie publique, à la suite des Lumières, et a ainsi lancé des campagnes correspondantes contre les combats d'animaux en Europe.

### Du prince au zoo et à la baraque de spectacle

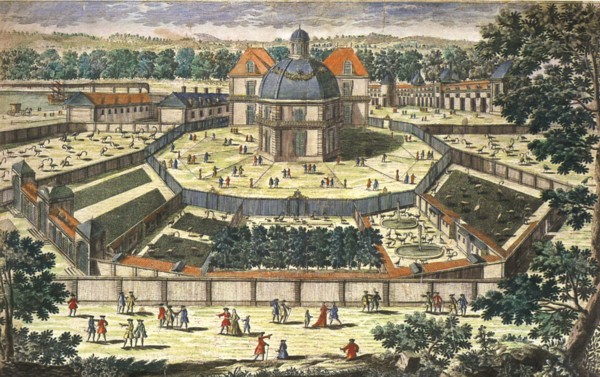
Ménagerie au parc de Versailles à l'époque de Louis XIV.

Après la mort de l'empereur François Ier du Saint-Empire en 1765, son exquise collection d'animaux du château de Schönbrunn près de Vienne est ouverte au public ; le zoo de Schönbrunn apparaît ainsi comme le plus ancien zoo du monde. Le 10 août 1792, les jacobins détruisent la célèbre ménagerie du château de Versailles, négligée dans l'intervalle, et font immédiatement empailler de nombreux animaux sauvages. Le massacre des animaux restés encore vivants, et leur transfert vers les cabinets de sciences naturelles est empêché par le plan lancé avec succès par Bernardin de Saint-Pierre, écrivain et directeur du cabinet, de transférer les animaux au Jardin des Plantes. La ménagerie du Jardin des plantes, aménagée pour eux en 1793, et qui existe toujours aujourd'hui, est définie par son ambition scientifique, par l'idéalisation de la Nature sous forme de parc ainsi que par l'intérêt pour le prestige national, et présente ainsi les caractères du zoo moderne du XIXe siècle.
Les onéreuses collections privées d'animaux sont commercialisées, et permettent ainsi aux métiers de forains d'enrichir leurs collections de façon attractive. Une des dernières vendues est l'importante ménagerie du roi Frédéric Ier de Wurtemberg, en raison des mauvaises récoltes à répétition et de la famine dans le pays. Après la mort de Frédéric en 1816, son successeur Guillaume Ier fait immédiatement tuer un des éléphants pour l'entreposer dans le cabinet royal de sciences naturelles. Il met aussitôt sur le marché les grands félins et un autre éléphant, et met aussi en vente le bâtiment de la ménagerie.
Jacques Tourniaire (1772-1829), écuyer, directeur de cirque et forain, acquiert de nombreux perroquets, une autruche d'Afrique, quelques grands singes et l'éléphant ; rien que pour l'éléphant, il paie 1 100 florins.
Les marchands d'animaux sauvages, qui achètent avant tout les pachydermes et les fauves, les conduisent parfois par toute l'Europe comme spectacles ambulants. Ainsi, le marchand d'animaux berlinois Garnier acquiert de la collection royale de Wurtemberg, outre des singes et des perroquets, un léopard, un éléphant et un ours. Ce sont en particulier les éléphants de Garnier qui deviennent l'attraction de sa baraque de spectacle ambulante ; deux des pachydermes meurent spectaculairement pendant les tournées de 1819 et 1820.

## Spectacles animaliers
Les ménageries ambulantes du XIXe siècle reprennent de leurs prédécesseurs ambulants du XVIIIe siècle la dramaturgie de la combinaison de diverses espèces animales de faunes étrangères, tout d'abord avec l'intention de les présenter au public étonné dans un voisinage pacifique. Les grands félins, qui sont aussi élevés depuis le début du XIXe siècle par les forains, et qui sont donc généralement apprivoisés, ainsi que les serpents géants et les hyènes donnent une occasion bienvenue de présenter les dangers de la nature sauvage. Le présentateur se montre dans ces baraques de plus en plus comme un dompteur, comme le maître de ces bêtes sanguinaires ; la drôlerie de petits chiens dressés accompagne le programme.

### La baraque aux animaux

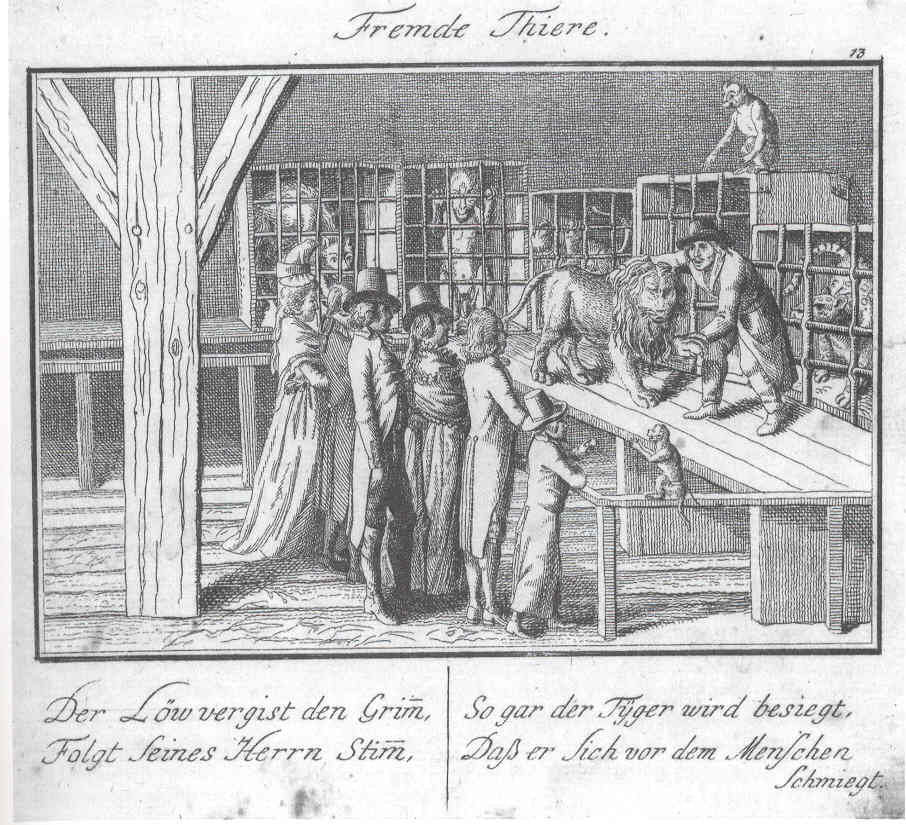
Baraque aux animaux d'une ménagerie ambulante vers 1800 ; Germanisches Nationalmuseum, Nuremberg

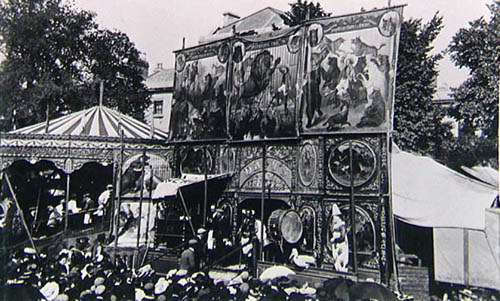
Day's Menagerie, Oxford, 1895

Le forain avec sa ménagerie appartient au monde des vagabonds. Il transporte ses collections d'animaux dans des cages, où les animaux sont attachés, sur des voitures à cheval. En route, les cages sont fermées, sans fenêtres pour le jour ou l'aération, pour protéger leur contenu autant du vent et des intempéries que de l'observation gratuite. Sur le lieu de la présentation, les cages sont montées en ligne autour d'un espace fermé de tous côtés mais accessible par une entrée à un bout, offrant suffisamment de place aux spectateurs. De simples cloisons en bois ou des bâches tout autour des grilles ouvertes des cages protègent les spectacles des regards curieux des visiteurs non payants. Une toile de tente tirée par-dessus protège les animaux et les présentations du soleil, du vent et de la pluie. Les quartiers d'hiver consistent en baraques solides, en bois, et mises à l'abri du froid avec de la paille et de la sciure.
Dans la baraque aux animaux, le public est séparé des cages des animaux sauvages par des barrières. Les places les moins chères sont installées à quelque distance des animaux ; le forain présente sa collection de près aux visiteurs prêts à payer plus cher. Sous la toile de tente, des oiseaux multicolores — souvent des perroquets — se balancent sur des trapèzes. Un éléphant, qui montre comme toujours la plus grande force d'attraction sur les spectateurs, est toujours présenté en vedette.
En cas de succès financier, les forains investissent leurs profits dans l'accroissement de leur collection d'animaux. Les cages transportées sur les voitures deviennent des wagons-cages, transportant à partir de 1850 les grandes ménageries par voie ferrée, et dont le nombre nécessite sur les grands marchés une présentation sur deux côtés. Les wagons sont recouverts d'une tente fermée, et les grands espaces intérieurs sont aménagés avec des scènes pour les présentations spéciales d'animaux par les forains. Le public est disposé en rangs, les places les plus chères étant, comme avant, celles à proximité immédiate des animaux. La façade servant d'entrée est généralement décorée par des tableaux d'annonce de grande surface, des peintures colorées sur bois ou toile de jute, présentant les scènes dramatiques avec les animaux. Ce décor de façade cache en même temps l'arrangement de tentes et de planches mobiles et donc d'apparence temporaire, offrant ainsi aux visiteurs une vue rappelant les théâtres fixes. L'entrée présente une place, le plus souvent sur une estrade, pour des parades donnant un avant-goût du spectacle à attendre à l'intérieur de la baraque.

### Les dramaturgies

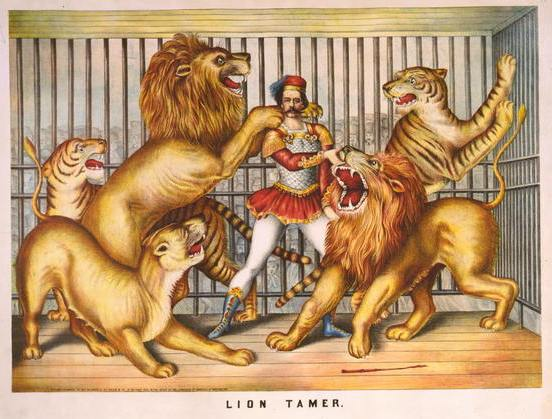
Le dompteur dans la cage, Lithographie 1873; Library of Congress, Washington.

Les spectacles animaliers commencent déjà devant l'entrée, où les forains commencent bruyamment à éveiller la curiosité des visiteurs, en présentant gratuitement leurs petits singes et perroquets, voire un chameau sur une scène, pour attirer dans leur baraque les visiteurs avec la perspective des véritables attractions, comme par exemple les grands félins et les pachydermes. À l'extérieur, un bonisseur ou bonimenteur attire la foule devant l'estrade de la ménagerie. Un commentateur donne à l'intérieur de la baraque des renseignements sur les animaux, souvent un mélange d'informations et de mythes ; les forains tirent généralement leur savoir sur les animaux de l’Histoire naturelle de Buffon, datant du XVIIIe siècle. Les grands animaux sont tout à fait dociles, car ils ont souvent été achetés en bas âge et élevés par leur propriétaire. Cependant leur mise en scène dans les cages procure au public payant les frissons promis à l'entrée, et en même temps l'expérience de leur supériorité sur l'odeur et le cri de la nature sauvage,.

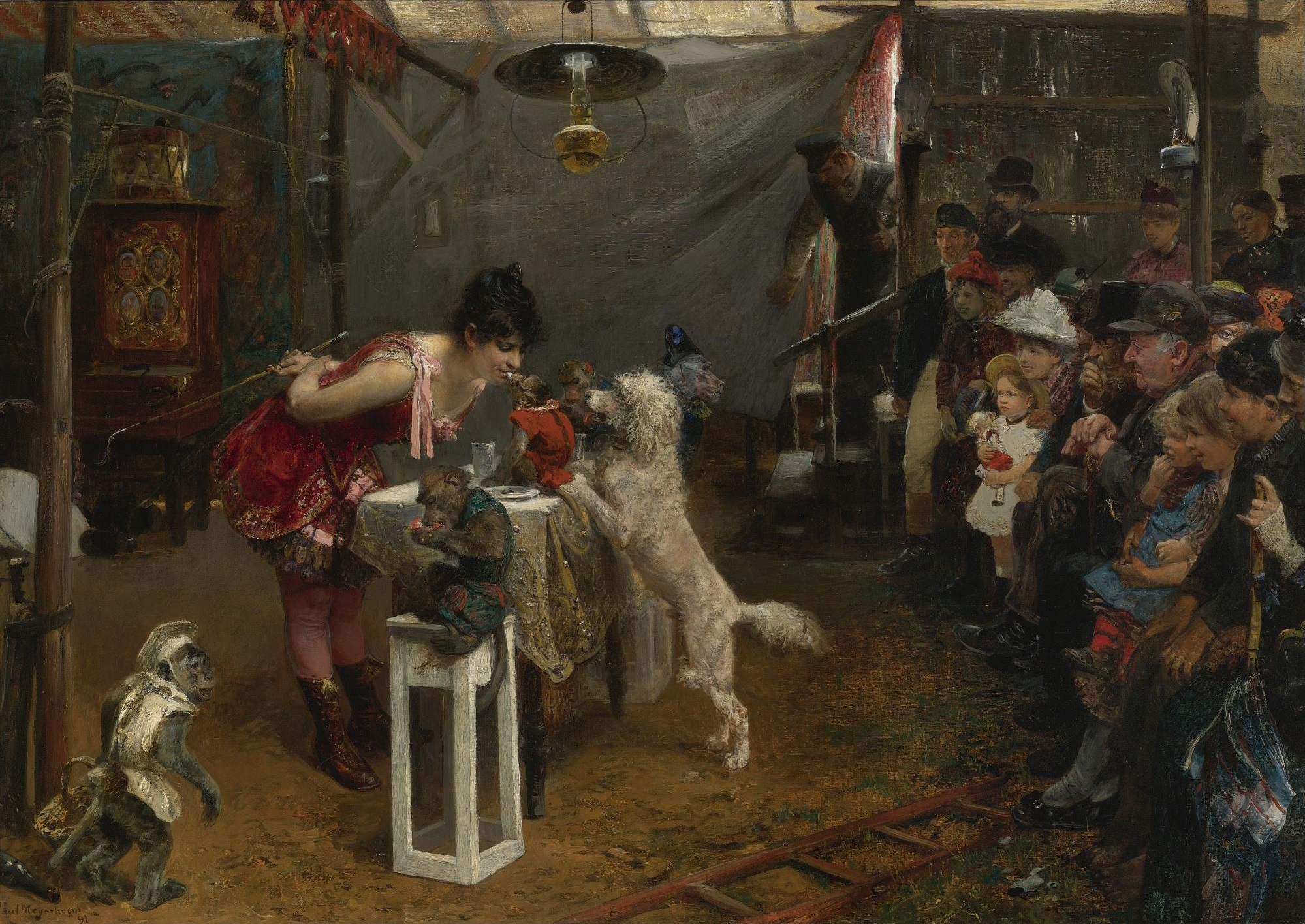
Paul Friedrich Meyerheim : Le dressage dans la tente à côté, 1891 ; coll. privée

À partir de 1820 environ, les ménageries mettent de plus en plus au programme du dressage, dans le but de présenter les fauves domestiqués en mouvement, en exprimant la soumission de plein gré de ces animaux à la volonté de l'homme. Les dresseurs de serpents produisent leurs animaux sans grilles de protection au milieu du public, parfois accompagnés d'un pélican en liberté ou d'un dromadaire broutant paisiblement. Au cours du XIXe siècle, avec des profits croissants, la concurrence commande de présenter comme attraction aux visiteurs de la baraque animalière une confrontation des bêtes avec l'homme. Les dompteurs se produisent dans les cages avec diverses espèces de félins, sans présenter de dressage poussé, mais en faisant feuler ou rugir des animaux domestiqués, et en les poussant avec le fouet et le bâton à des actions paraissant dangereuses. L'éléphant et l'alligator passent sur scène.
Quand la visite à la baraque aux animaux est devenue depuis longtemps à la fin du XIXe siècle la distraction familiale du dimanche, les forains établissent de petites tentes annexes, où ils font présenter des numéros de dressage avec de petits animaux.

### Organisation et rentabilité

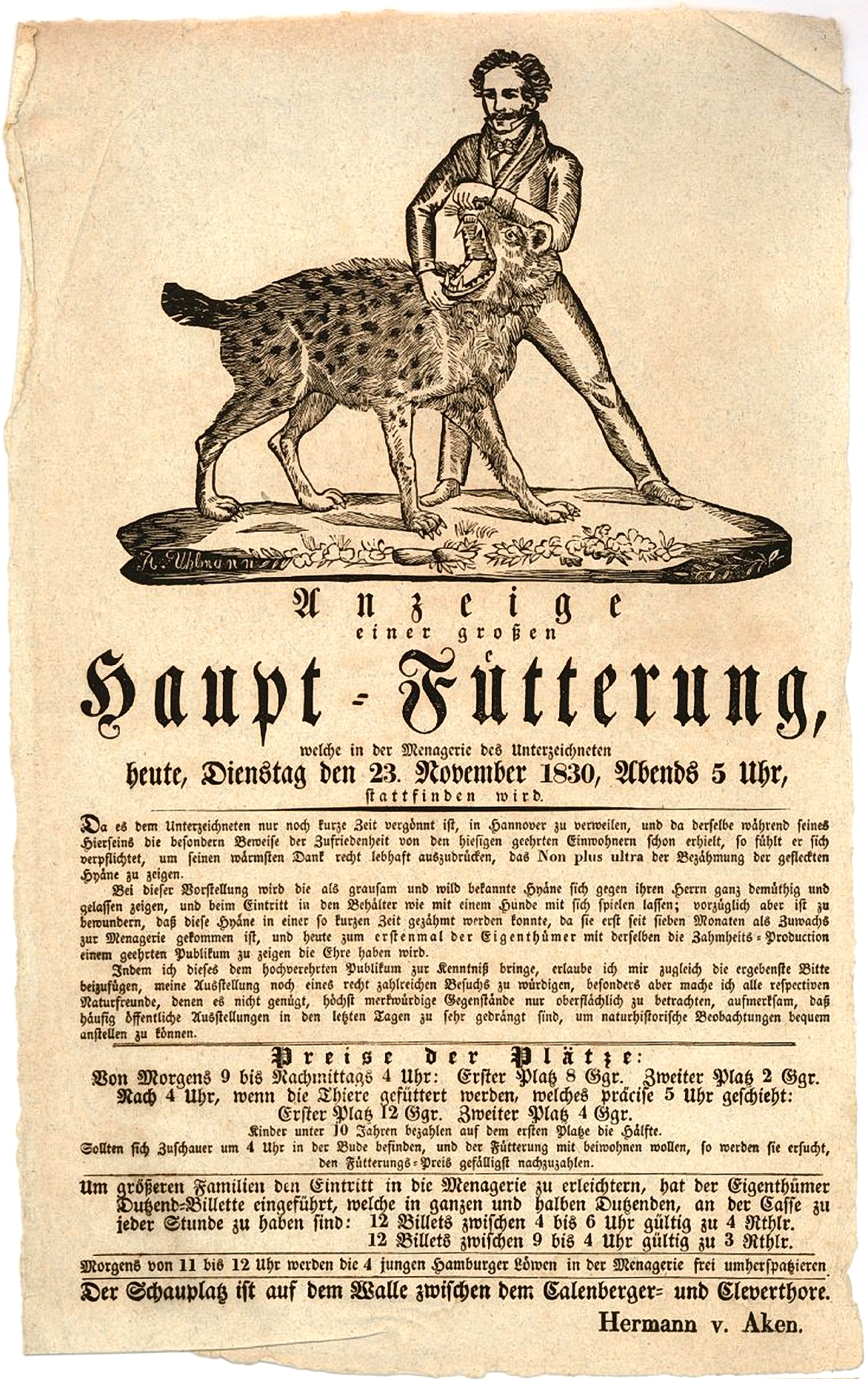
Feuille d'annonce de la ménagerie van Aken, Hanovre 1830; British Museum, Londres

Parmi les sites les plus fructueux du commerce des animaux, on compte les ports des Pays-Bas, et pendant l'Empire britannique, le port de Londres. Les animaux exotiques passent de Londres à Hambourg ou Brême, où se sont développés dans les années 1820 et 1830 des sites de commerce d'animaux importants pour le continent. Outre les éléphants, les lions et les tigres, les animaux les plus demandés et les plus chers sont les zèbres et les tapirs, favoris des forains pour leurs attractions. Les rhinocéros, girafes ou même hippopotames restent rares et sont destinés aux zoos.
Les spectacles animaliers doivent payer aux villes et communes une autorisation d'établissement. Parfois, ces taxes sont à payer à des organisations sociales locales, comme par exemple la caisse des pauvres. En outre, les ménageries ambulantes doivent considérer pour le choix de leur lieu de présentation le potentiel de visiteurs. Les villes de foire ou les villes avec de grandes fêtes ou foires annuelles comptent parmi les soi-disant « grandes stations » où les forains se doivent d'être présents avec leurs ménageries. À côté de la formation en Wagenburg, enceinte de roulottes avec les tentes apportées ou les baraques construites temporairement sur les places de marché, on loue à l'occasion pour présenter les animaux des baraques permanentes, des auberges ou des hôtels.
Face aux recettes relativement élevées des ventes d'animaux et des droits d'entrée, il faut faire face à des investissements substantiels, pour l'entretien et le transport, pour la réclame sous forme de tracts d'annonce, d'affiches et de brochures pour le lieu de la présentation, qu'il faut composer, imprimer et distribuer à l'avance. Les pertes en capital dues aux pertes d'animaux ne sont que partiellement compensées par la vente des cadavres aux musées d'histoire naturelle. Les prix variables, la demande pas toujours prévisible, ainsi que les prix d'entrée fixés par les communes, font de la ménagerie ambulante une affaire à risques difficilement calculables. C'est ainsi que par exemple le forain à succès Jacques Tourniaire dispose vers 1828 d'assez de capital pour pouvoir investir comme actionnaire dans la construction d'un bâtiment de cirque à Saint-Pétersbourg, qui ne sera jamais réalisé. Par contre, Mme Victoire Leclerf ne peut pas quitter la ville de Francfort-sur-le-Main en 1826 avec son éléphant Baba, car « en raison d'une créance sur Mme Leclerf, ses effets sont frappés de confiscation. »

## Collections animalières ambulantes
Depuis le début du XIXe siècle, le nombre de ménageries ambulantes ne cesse de croître. Ce sont souvent de petits groupes de forains avec d'une à deux douzaines d'animaux ; certains spectacles animaliers ambulants peuvent gagner une dimension substantielle allant jusqu'à plusieurs centaines de sujets d'exposition. Les propriétaires des grandes ménageries élèvent de jeunes animaux, et depuis le milieu du siècle, collaborent parfois avec les zoos pour leur installation, ou installent leur collection d'animaux à poste fixe dans une ville. Certaines ménageries ambulantes introduisent le manège équestre et fondent un cirque.

### Italie et France

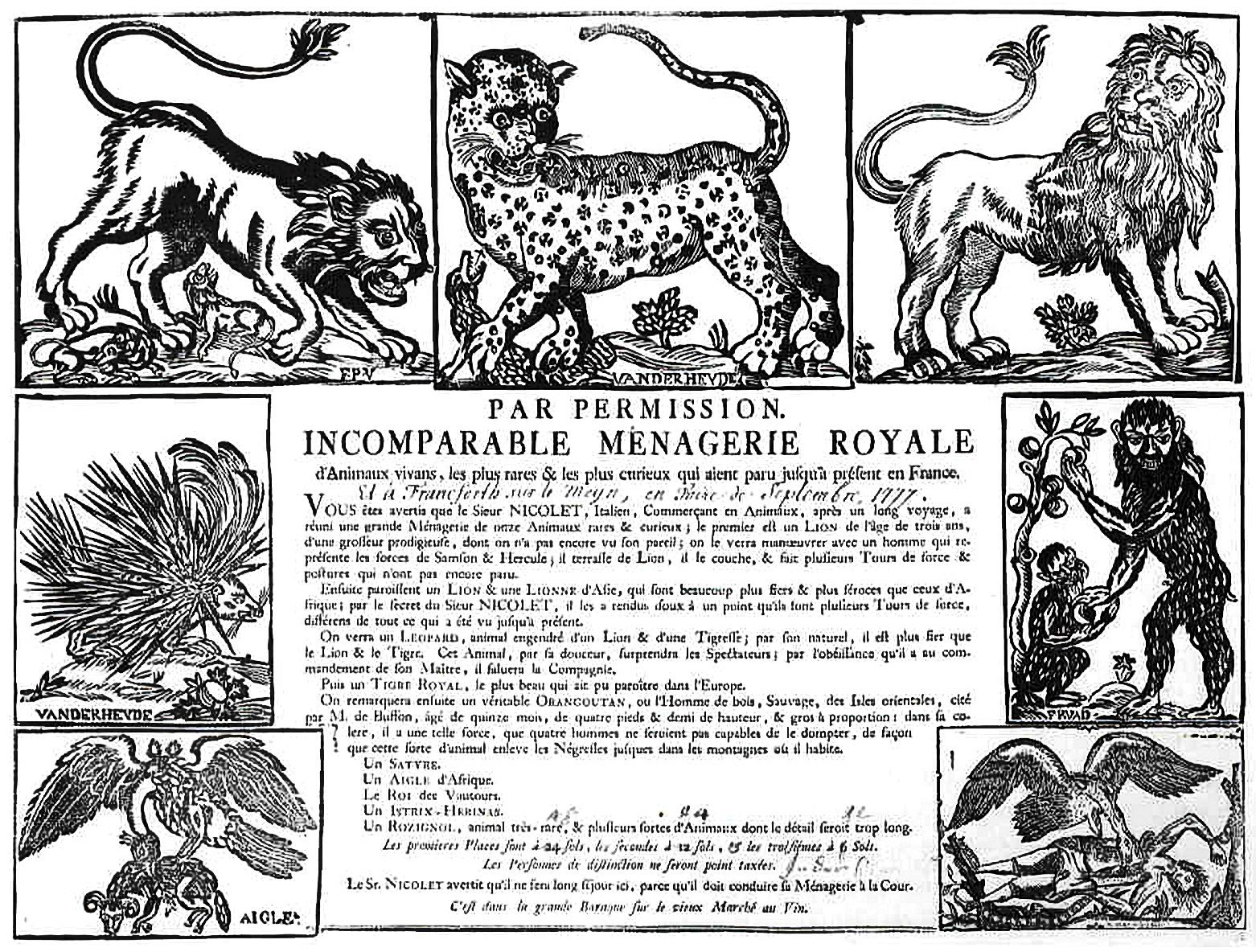
Feuille de réclame de Jean-Baptiste Nicolet, 1777, avec la mention d'un orang-outan ; Musée historique de Francfort.

Certains des exposants importants d'animaux en Italie et en France dans la seconde moitié du XVIIIe siècle font partie de familles de comédiens, et présentent souvent leurs fauves avec d'autres curiosités, comme par exemple des artéfacts étranges, des objets d'histoire naturelle, des panoramas, et des personnages exotiques. Le comédien Jean-Baptiste Nicolet, qui parcourt l'Italie et la France dans les années 1770 avec onze animaux, appelle son spectacle Ménagerie en 1776, et introduit ainsi ce concept pour les collections animalières ambulantes. Sur un tract d'annonce de Nicolet de 1777 — avec privilège du Roi — un orang-outan est présenté. Antonio Alpi (aussi Albi ou Alby) arrive en 1784 en France avec plusieurs rennes de Laponie. En 1798, sa possession d'un spectacle animalier est attestée. Il l'a réuni à Londres, et il y compte deux éléphants d'Asie. Alpi vend cette collection en 1799 à la ménagerie impériale de Vienne. Vers 1800, il voyage avec une nouvelle collection en Italie du nord, en Suisse et dans l'espace germanophone. En 1814, il est cité comme propriétaire d'un rhinocéros indien.

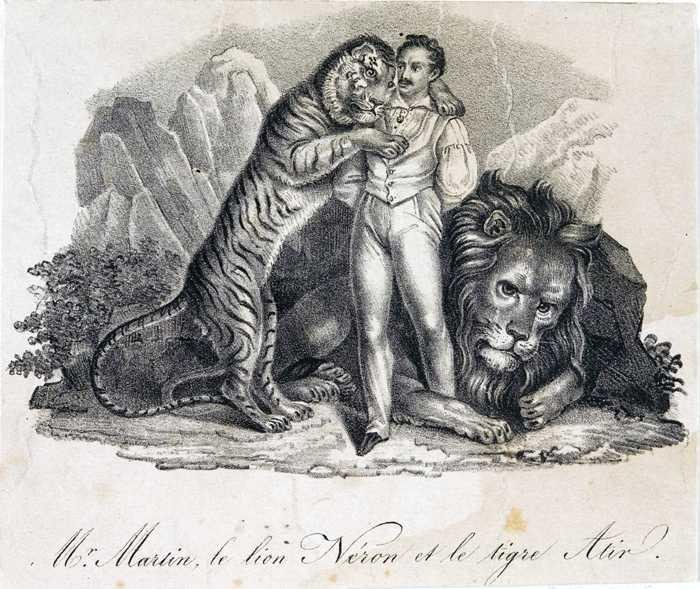
Henri Martin avec son lion Néron et le tigre Atir ; vers 1820/1830.

En France, le manège s'impose auprès du public, et en particulier le dressage élaboré des chevaux, dès la fin du XVIIIe siècle, à l'exemple de Philip Astley, que l'on considère le fondateur du cirque moderne. La haute école appartient au programme de cirque, et est par exemple apportée par Jacques Tourniaire jusqu'en Russie. Astley invente dans les années 1770 à Londres la combinaison de l'acrobatie avec le dressage de chevaux. Elle est reprise par Antonio Franconi dans son Cirque-Olympique à Paris dans les années 1820. Les spectacles équestres avec leurs spectacles narratifs et leurs tableaux vivants sont devenus populaires. En 1807, Napoléon, dans son décret sur les théâtres, les interdit sous le nom de « théâtre » avant tout au public de Paris dans les théâtres de boulevard.
La France a cultivé dès le début du XIXe siècle des spectacles animaliers tels qu'ils sont présentés par les ménageries ambulantes en Grande-Bretagne et Allemagne, dans des entreprises avec un cheptel animal et une mise en scène de dressage. Les présentations de dressage sont complétées par des pantomimes, des féeries et des clowneries, et égalent les présentations théâtrales occupées par des animaux. La présentation de grands fauves a lieu en France relativement tard. Henri Martin paraît au Cirque-Olympique à Paris en 1831 dans une pantomime intitulée « Les lions de Mysore » avec ses lions Charlotte et Cobourg. Martin devient célèbre par ses dressages de fauves, avec lesquels il parcourt l'Europe entre 1823 et 1829. Le récit de Balzac, Une passion dans le désert, paru en 1830, est inspiré par Martin. Après s'être retiré de la vie de forain en 1837, Martin conseille le zoo d'Amsterdam fondé en 1838, et est nommé en 1857 au directoire du zoo de Rotterdam.

### Grande-Bretagne

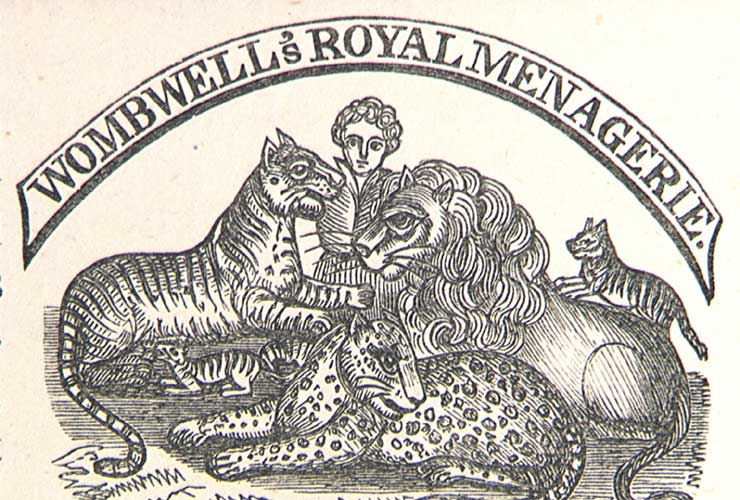
Tract d'annonce de la Wombwell’s Menagerie, XIXe siècle (détail)

Dans la première moitié du XIXe siècle, le Wombwell’s Travelling Menagerie est devenu le spectacle animalier ambulant le plus célèbre de Grande-Bretagne. George Wombwell (1777-1850), installé comme cordonnier à Londres, circule dans les tavernes avec deux boas qu'il a acheté sur les docks, et gagne quelque argent avec. Dans le port de Londres, il continue à acquérir des animaux exotiques apportés par des bateaux de tous les points du monde. En 1810, il fonde une ménagerie ambulante. Dès dix ans après, Wombwell traverse le pays avec sa collection d'animaux dans quatorze voitures tirées par soixante chevaux. Wombwell présente notamment des éléphants d'Asie, des kangourous, des léopards, des lions et des tigres, ainsi qu'un rhinocéros. La plus grande curiosité, une jeune femelle gorille (« Jenny »), qui survit pendant sept mois au cirque en 1855/1856, est pourtant prise pour une femelle chimpanzé — Jenny est le premier gorille à atteindre l'Europe vivant. En plus, Wombwell dresse lui-même des animaux sauvages, et les élève, notamment le premier lion né en captivité en Grande-Bretagne, appelé William. Au cours des années, Wombwell étend son entreprise à trois ménageries, et est invité cinq fois à la cour royale, où il présente ses animaux à la reine Victoria et où il soigne les chiens du prince Albert de Saxe-Cobourg-Gotha. Le monument funéraire de Wombwell au cimetière de Highgate est orné de la sculpture de Néron, son lion préféré.
Entre 1856 et 1870 le cirque anglais Sanger possède la plus importante collection d'animaux exotiques de toutes les ménageries ambulantes de Grande-Bretagne. Cette entreprise rend populaire à cette époque la combinaison de spectacle animalier et d'acrobatie, sur le modèle d'Astley et du Cirque-Olympique.

### Pays-Bas et espace germanophone

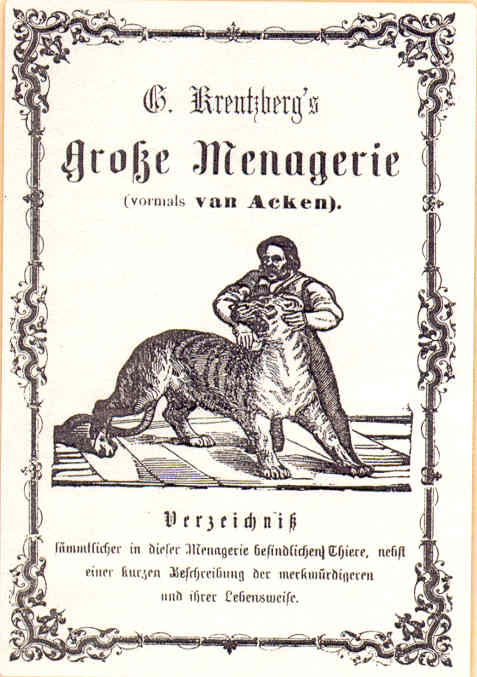
Brochure Kreutzberg, 1835

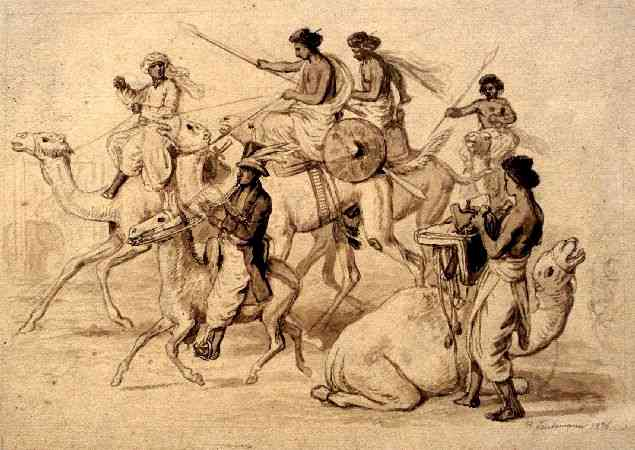
Heinrich Leutemann : Aus Hagenbecks Tierschau (Vue du spectacle animalier de Hagenbeck). Encre de Chine, 1876 ; 21 × 30 cm ; coll. privée

Les spectacles animaliers ambulants les plus connus non seulement aux Pays-Bas mais aussi en Allemagne et en Autriche du XIXe siècle appartiennent à la famille van Aken, propriétaire de la ménagerie de ce nom. Ces entreprises de spectacle sont issus d'une ménagerie commerciale de Rotterdam fondée en 1791 par Anthonys van Aken. Les quatre fils et la fille de van Aken entrent dans le commerce des animaux et présentent leurs créatures exotiques dans leurs propres entreprises, en partie concurrentes, à partir de 1815 dans l'espace germanophone, puis dans toute l'Europe, la fratrie s'entendant pour partager les choix les plus rentables de leurs itinéraires sur le continent.
En 1837 et 1849 le dompteur Gottlieb Christian Kreutzberg achète les stocks d'animaux des deux frères aînés Anton et Wilhelm van Aken, et les utilise pour fonder avec succès son propre spectacle animalier ambulant. Selon les annonces de journaux et publicités retrouvées, la Ménagerie Kreutzberg se présente à partir du milieu des années 1830 pendant trois bonnes décennies à bien des endroits sur les foirails et les fêtes populaires. À partir de la fin des années 1850, deux des fils de Gottlieb Kreutzberg parcourent le pays avec leurs propres spectacles spectacles animaliers. Une brochure de la ménagerie G. Kreutzberg, éditée sans doute après 1835 et réimprimée pendant les années 1850 cite une troupe de plus de 50 espèces d'animaux, parmi lesquels même un lion de l'Atlas, une sous-espèce de lions aujourd'hui éteinte en liberté. La brochure note des lions et hyènes dressés, et comme attraction particulière l'éléphante indienne Mlle Baba.
Gottfried Claes Carl Hagenbeck (de) (1810-1887), poissonnier à Hambourg présente en 1848 sur le marché aux poissons de Sankt Pauli six phoques qui ont été pris dans les filets des pêcheurs qui l'approvisionnent. Le spectacle des phoques lui rapporte non seulement de l'argent, mais aussi une représentation à Berlin avec ces animaux, qui sont à peine connus dans les terres, et où il les vend. Avec ces gains, il lance un commerce d'animaux. En 1866, son fils Carl (1844-1913) reprend le commerce et l'étend sur toute l'Allemagne, puis outre-mer vers les États-Unis. Carl Hagenbeck dispose d'un réseau d'approvisionnement en animaux dans le monde entier, et il étend les spectacles animaliers à des zoos humains où il fait aussi paraître des personnes qu'il fait venir des mêmes régions que ses animaux. Après la mort de son père en 1887, il fonde un cirque. En 1907 Hagenbeck réalise le premier « zoo sans barreaux » du monde, le Hagenbeck’s Tierpark à Hambourg, où les animaux peuvent parcourir librement un paysage artificiel. Une particularité est le massif montagneux qui doit donner l'illusion d'une faune naturelle. Aujourd'hui encore, le zoo de Hagenbeck compte parmi les zoos les plus connus du monde.

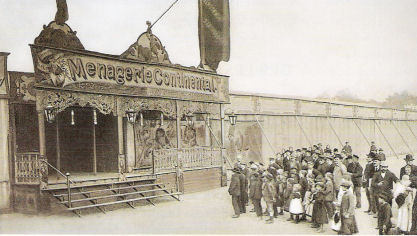
Menagerie Continental de Carl Krone, 1884

Carl Krone senior, né le 19 septembre 1833 à Questenberg (Harz) développe un intérêt pour les spectacles animaliers à cause de la ménagerie
d'Alexandre Philadelphia qui stationne dans sa ville. Il épouse une des filles de Philadelphia, Frederike. Le couple donne le jour à une fille et deux fils. En 1870, année de naissance de son fils Carl, il fonde avec sa femme la Menagerie Continental, qu'il peut présenter au public dans les années suivantes, avec un succès croissant, surtout par les numéros basés sur l'intelligence des animaux sauvages. Après que son fils Fritz, que Krone prévoit comme successeur, et qui dresse des ours, meurt d'un accident avec un de ses animaux, Carl entre dans l'entreprise de son père. Carl Krone junior attribue une valeur particulière au dressage des animaux, pour lequel il fait édifier une tente particulière accolée à la baraque aux animaux de la Menagerie Continental. En 1893, il y présente sous le nom de Dompteur Charles pour la première fois dans l'histoire du dressage le chevauchement sensationnel d'un cheval par un lion. Quand Carl Krone père meurt en 1900 pendant une représentation à Francfort-sur-l'Oder, Carl devient chef de la troupe ambulante à succès, entre-temps renommée Ménagerie cirque du dompteur Charles. En 1905, il la transforme en Circus Krone, une entreprise de cirque existant encore, et bien connue, avec un bâtiment fixe à Munich, le Kronebau (de) depuis 1919.

### États-Unis

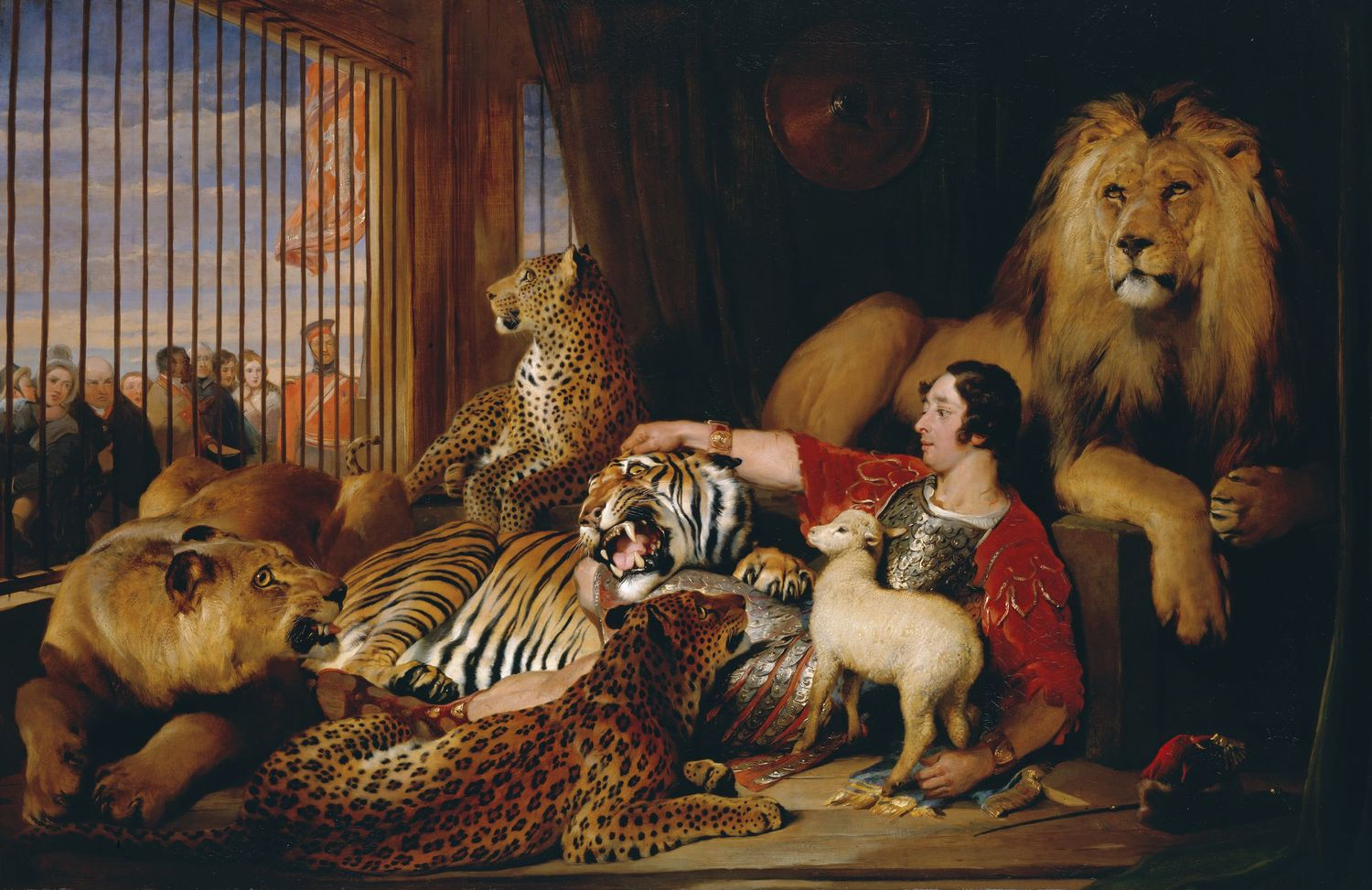
Edwin Henry Landseer : Isaac van Amburgh and his Animals, 1839 ; 113×175 cm ; Royal Collection, Londres.

Les spectacles animaliers aux États-Unis diffèrent des européens par les bien plus grandes proportions de leurs cheptels. Selon le modèle britannique, ils lient les présentations animalières avec des attractions de cirque et les complètent par des présentations de phénomènes humains et curiosités de la nature.
L'Américain Isaac Van Amburgh (1811-1865), un marchand ambulant d'animaux de Fishkill dans l'État de New York débute en 1833 à New York City comme dompteur de lions, puis entreprend une tournée en Angleterre, allant en 1839 devant la reine Victoria. Edwin Landseer (1802-1873), peintre animalier préféré de la cour, de la reine et du prince consort le met en scène sur un tableau au milieu de ses fauves, avec un agneau sur la poitrine. Victoria, âgée alors de vingt ans, assiste plusieurs fois à la représentation de Van Amburgh au théâtre de Drury Lane et achète le tableau de Landseer. Isaac Van Amburgh meurt en 1865 à Philadelphie d'un infarctus, et laisse des légendes pour les livres de lecture.

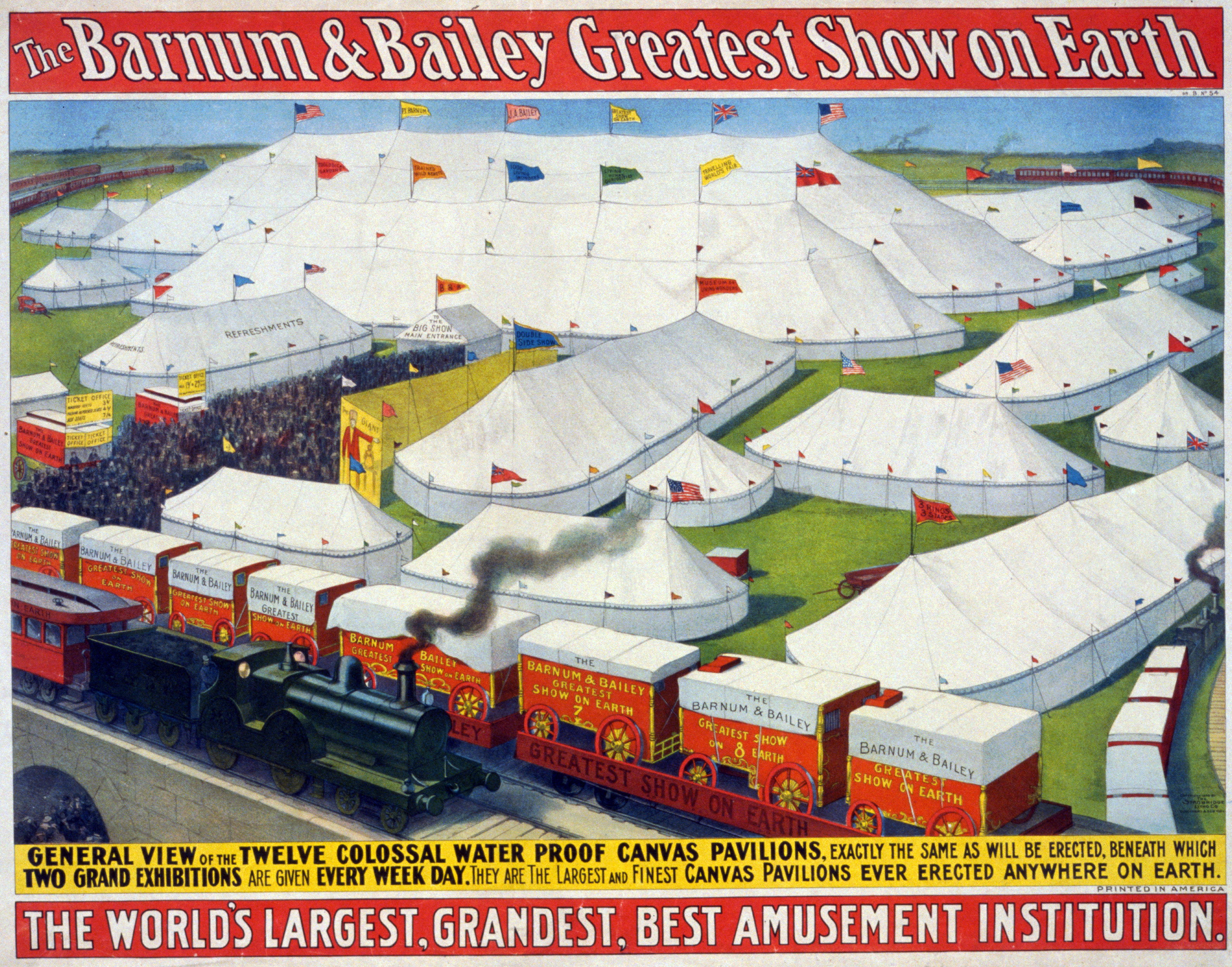
The Barnum and Bailey Greatest Show on Earth (Le plus grand spectacle du monde de Barnum et Bailey), affiche ; non datée

La plus grande entreprise de la seconde moitié du XIXe siècle est le spectacle ambulant de Phineas Taylor Barnum (1810-1891). Barnum entretient un musée de curiosités et présente à partir des années 1870 dans tout le pays avec P.T. Barnum’s Great Traveling Museum, Menagerie, Caravan, and Hippodrome des animaux spectaculaires et des hommes monstrueux contre un prix d'entrée substantiel. C'est ainsi qu'il présente l'éléphant géant Jumbo et fait entrer des albinos et des frères siamois dans ses spectacles. En 1885, Barnum fusionne avec le cirque de James Anthony Bailey et crée The Barnum and Bailey Greatest Show on Earth (Le plus grand spectacle du monde de Barnum et Bailey), qui émet des actions, et transforme l'activité de spectacles d'animaux et de curiosités en un parc d'attractions ambulant. Quand l'entreprise va en tournée en Europe entre 1897 et 1902 sous la raison sociale de Barnum & Bailey Circus, elle possède plus de 500 chevaux, 20 éléphants, plus des rhinocéros, des hippopotames, des girafes et des gorilles dans des wagons de chemin de fer appartenant à la firme, et peut ainsi présenter des espèces d'animaux qu'en partie, les zoos ne possèdent pas.

## La fin auXXesiècle

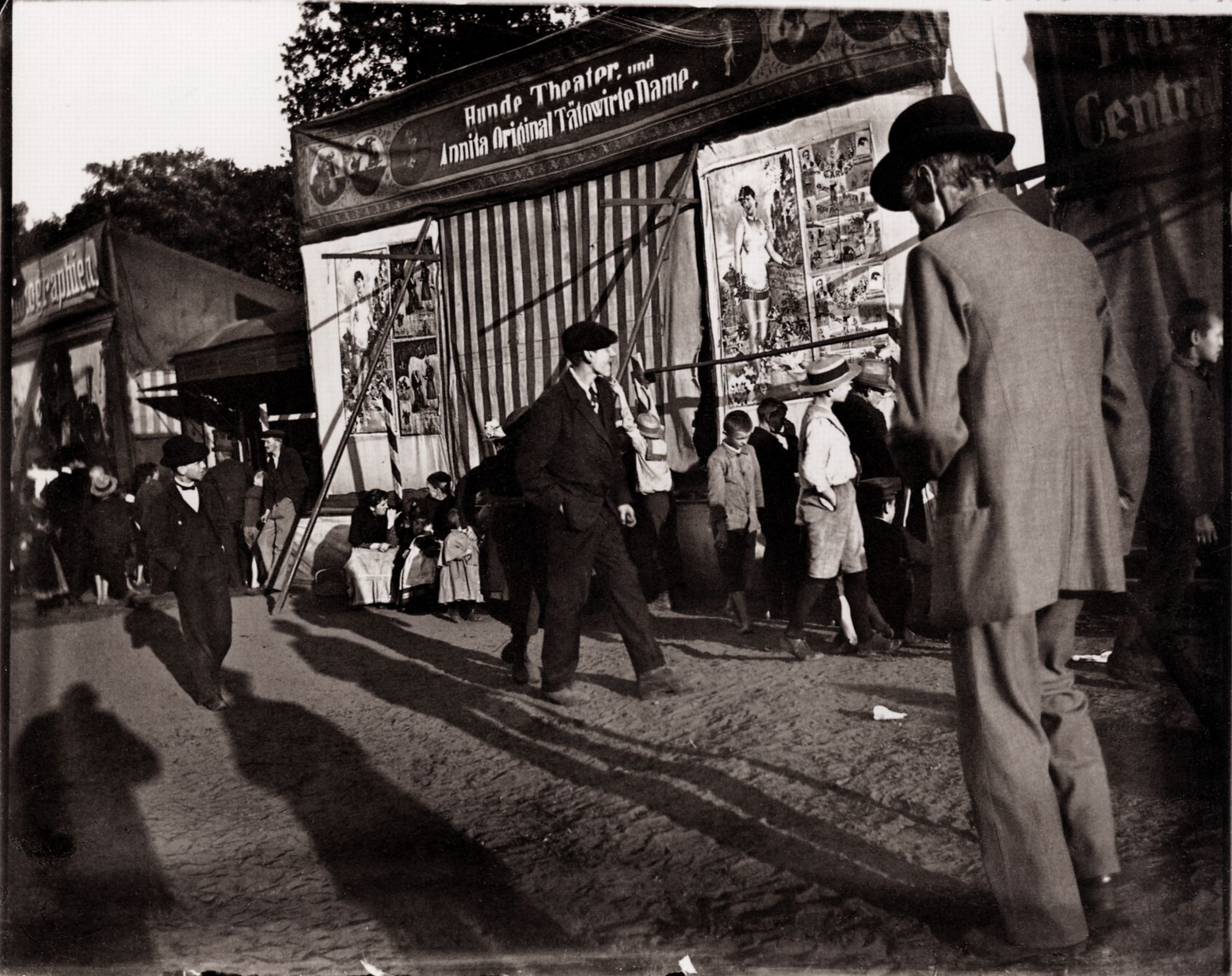
Sur le foirail : devant le théâtre de chiens. Photographie de Heinrich Zille.

Au début du XXe siècle les spectacles animaliers ambulants, avec leurs dimensions relativement extraordinaires par rapport à des machineries techniques et sportives qui se développent plus calmement, comme le cinéma ou les six jours cyclistes, se voient absolument forcés de s'intégrer dans des compagnies de cirque ou des jardins zoologiques. Les spectacles animaliers continuant à parcourir le pays indépendamment reviennent aux dimensions modestes du temps de leurs débuts au commencement du XIXe siècle. Contrairement aux propriétaires de ménageries du XIXe siècle arrivés en partie à l'aisance et à la considération, les gestionnaires des ménageries ambulantes tombent alors comme leurs prédécesseurs forains de plus d'un siècle auparavant dans un rôle socialement marginal. Depuis avant la première Guerre mondiale jusqu'aux années 1920, ils ornent le foirail avec des singes costumés et des chevaux pensants ; les puces savantes se gagnent quelque popularité. Il y a des théâtres de chiens ou de singes, dans lesquels les animaux sont impliqués dans de petits scénarios. Les théâtres de rats ou de souris sont un peu plus rares.
La loi allemande de protection des animaux de 1933 interdit le voyage avec des animaux sauvages sur le territoire de l'Allemagne. Aux États-Unis, de petites entreprises se maintiennent après la seconde Guerre mondiale jusqu'aux années 1960, comme attractions dans les parcs de loisirs et les sideshows (avant-programmes). En Allemagne, les exploitants de spectacles animaliers et de dressage se produisant dans les fêtes foraines traditionnelles se voient progressivement refoulés en bordure des villes ou communes. Les montreurs d'animaux qui surviennent dans les rues commerçantes jusqu'à la fin des années 1950 avec des lamas ou des ânes, faisant de la publicité pour leur représentations ayant lieu généralement au loin, disparaissent dans les années 1960 de l'intérieur des villes modernes. Le cirque suisse Knie fait encore aujourd'hui des tournées avec des animaux du cheptel du « zoo pour enfants » Knie (en). D'autres zoos ambulants paraissant de façons diverses présentent soit un mélange nostalgique entre la ménagerie ambulante et le zoo, comme par exemple divers spectacles d'insectes et de reptiles, soit comme des représentations éphémères avec des animaux à toucher.

## La ménagerie ambulante dans l'art et la poésie

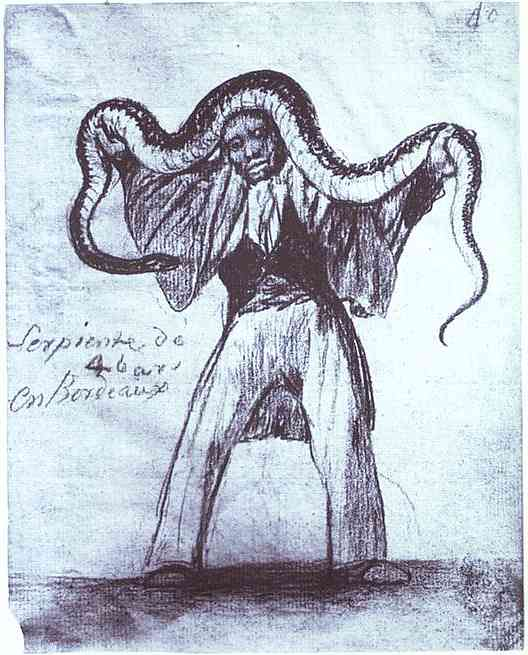
Francisco de Goya: Dessin à la craie, 1824/28

La peinture animalière prend un élan au XIXe siècle, conditionné notamment par l'imprimerie massive de livres à partir de 1840 et par les possibilités d'y insérer des illustrations lithographiques en couleurs, ainsi que par la production croissante de livres pour enfants. Les zoos publics renforcent la fascination des peintres pour les bêtes sauvages. Les ménageries ambulantes visitées pour la distraction quotidienne créent pour ce sujet dans l'art pictural un public croissant, qui peut en outre trouver les formes de la présentation animalière dans les feuilles amusantes. Depuis le Moyen Âge, les animaux sont un sujet favori de la poésie. Les baraques ambulantes font leur entrée en littérature pendant le romantisme. On ne trouve pas jusqu'à présent de bibliographie spécialisée sur les expositions animalières dans les belles-lettres.

### Art

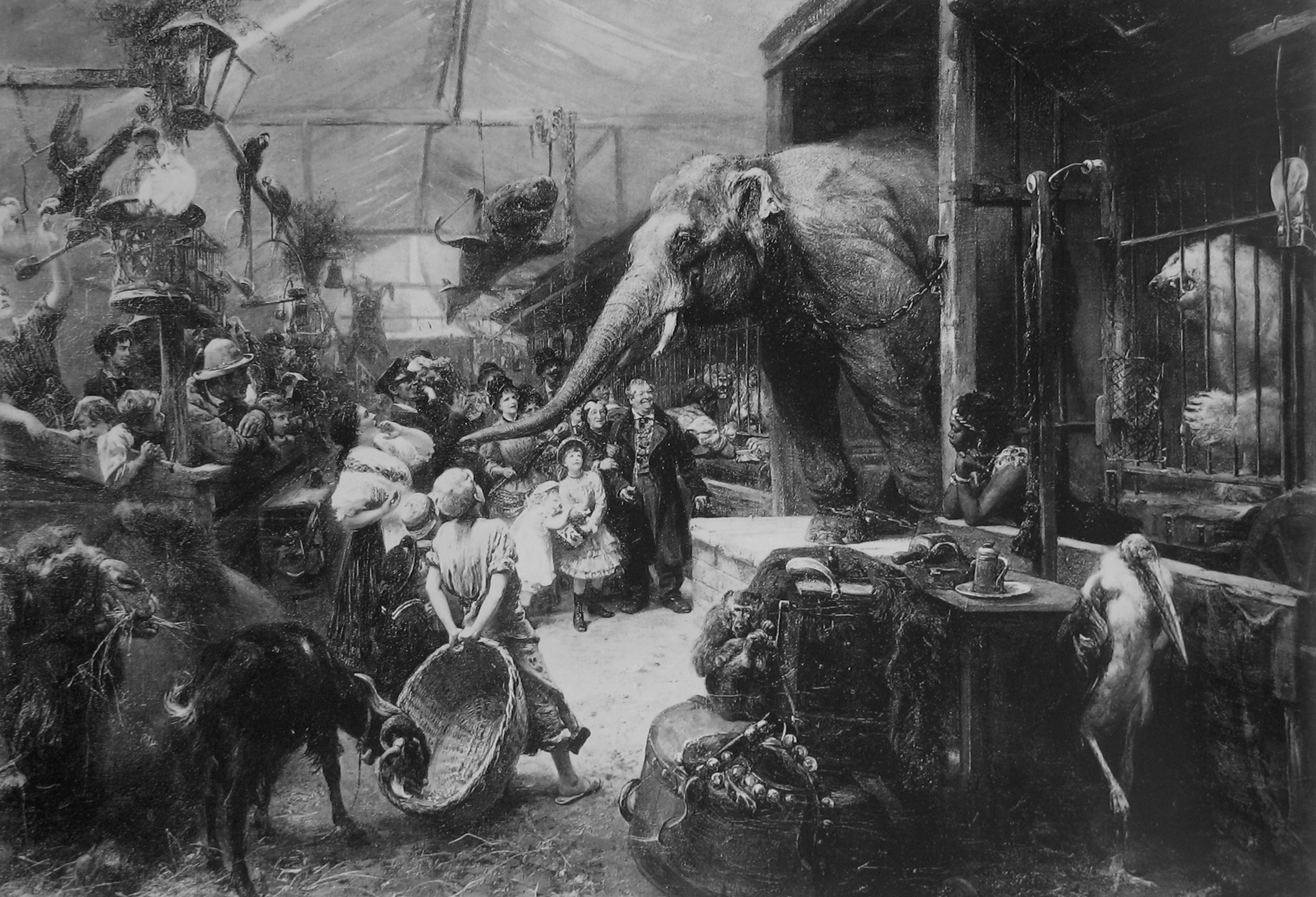
Paul Meyerheim : Tierbude (Baraque aux animaux). Photogravure du tableau à l'huile de 1885, anciennement à la Alte Nationalgalerie de Berlin, détruit

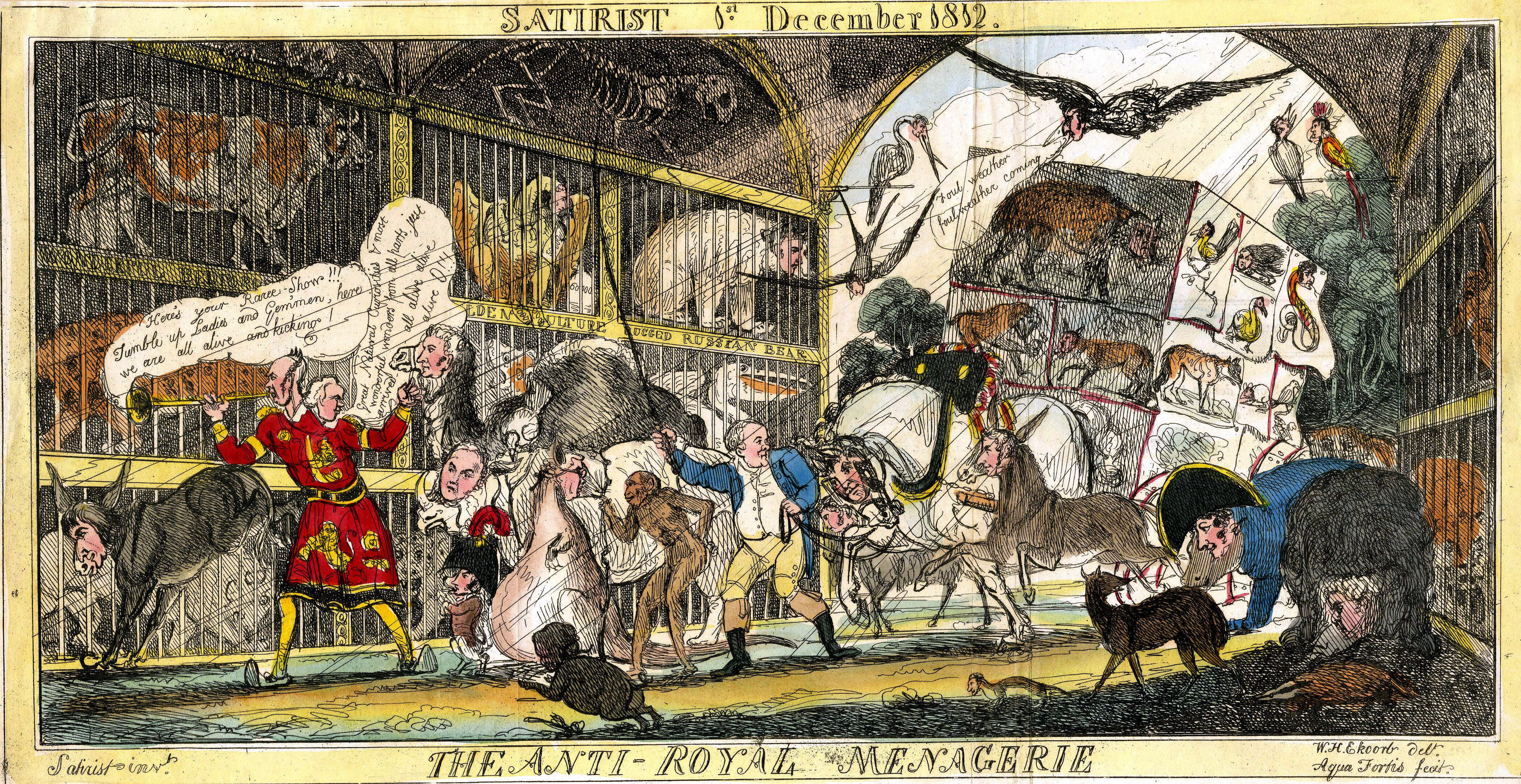
The anti-royal menagerie. Feuille satirique anglaise, 1812 ; British Museum, Londres

Parmi les artistes qui se consacrent aux ménageries ambulantes, on compte Heinrich Leutemann (1824-1905), dessinateur animalier et illustrateur de livres d'enfants, qui travaille en outre pour des journaux et magazines. Par sa connaissance avec Carl Hagenbeck, Leutemann a l'occasion de fixer ses spectacles animaliers ainsi que le cheptel exotique de la collection d'animaux de Hagenbeck sur de nombreux dessins et aquarelles. L'arrivée d'animaux rares à Hambourg forme aussi un sujet de scène de genre comme par exemple la préparation des animaux pour le spectacle. Les originaux des dessins produits par Leutemann pour l'imprimerie sont devenus des pièces de choix pour les collectionneurs d'art.
Paul Friedrich Meyerheim (1842-1915), dont le catalogue des œuvres présente 63 peintures présentant des animaux exotiques au zoo ou à la baraque aux animaux, est un des peintres animaliers berlinois préférés. Dans ses tableaux de ménageries, Meyerheim attache non seulement un prix extraordinaire aux détails de la baraque, mais donne aussi une image artistique des représentations, essayant de faire pénétrer le spectateur dans l'ambiance de la baraque. Autrement que dans les représentations d'un Pietro Longhi ou d'un Johann Geyer, qui concentrent leurs tableaux sur l'essence des spectacles animaliers, Meyerheim donne une expression artistique particulière au plaisir du spectacle. La composition bourrée de détails jusqu'aux bords du tableau force le spectateur à entrer dans le tableau, et à se sentir participant fasciné. Les présentations de ménageries de Meyerheim sont demandées, il les fait en partie sur commande. Ses peintures de ménageries sont diffusées durablement par les reproductions imprimées.
La ménagerie ambulante est en plus au XIXe siècle une image favorite pour la satire. En particulier en Angleterre, l'ambiance typique des baraques aux animaux et des spectacles animaliers a été souvent prise comme prétexte pour se moquer de personnalités de la Cour ou de la politique. Napoléon est ainsi présenté charrié en cage par une foule de badauds, ou bien des animaux exotiques reçoivent le visage de contemporains familiers de la vie publique. Même les dirigeants de ménageries tombent parfois dans la ligne de mire des satiristes, qui se moquent de leurs annonces criardes sur le marché et de leur accoutrement. Une feuille satirique de 1839 égratigne la ménagerie ambulante d'Anton van Aken. Un « M. de Aalen » est présenté avec les accessoires typiques du spectacle animalier comme « crieur » avec « des culottes de cuir et des éperons interminables aux pieds. »

### Poésie
Dans son récit Nouvelle, paru en 1828, Johann Wolfgang von Goethe présente l'activité d'une baraque aux animaux comme un lieu qui promet plus au-dehors sur l'affiche qu'il ne montre à l'intérieur. Un feu se déclare sur le marché et fait que le tigre s'échappe et en sortant rencontre la princesse, qui se sent menacée par le félin. Le tigre est abattu par son escorte, et la famille de l'entrepreneur de spectacles regrette la mort de son animal domestiqué et inoffensif. Par son chant et en jouant de la flûte, l'enfant de l'entrepreneur arrive à faire sortir de sa cachette le lion qui s'est aussi échappé, et pour finir lui enlève une épine de la patte. En parlant à son secrétaire Eckermann sur le titre de ce récit, Goethe trouve le 29 janvier 1827 que Nouvelle est un « événement inouï qui s'est produit » et il apporte par là une définition encore valable de la nouvelle comme genre littéraire.

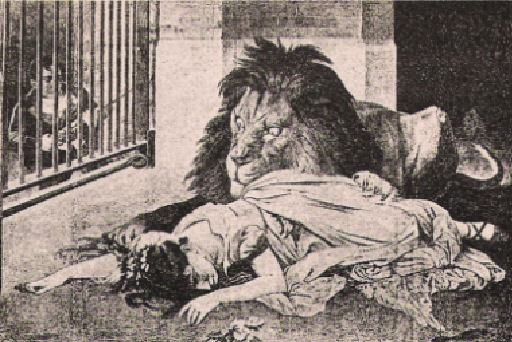
Die Löwenbraut (La fiancée du lion), illustration du poème de Chamisso (v. 1890)

Dans un poème intitulé La fiancée du lion, paru en 1827, Adelbert von Chamisso élabore le motif romantique de La Belle et la Bête comme variante tragique de la mort d'une fille de gardien d'animaux. Une jeune femme, élevée depuis son enfance avec un lion de son âge, prend congé de l'animal dans sa cage avant son mariage. Quand le fiancé survient, le lion barre la sortie et tue la demoiselle quand elle essaie de quitter la cage ; le fiancé tue le lion. Robert Schumann a composé la Fiancée du lion (op. 31) en 1840 comme l'un de ses 138 lieder et lui a ainsi donné une popularité durable.
Dans les Mémoires parus en 1828 d'Eugène-François Vidocq (1775-1857), un criminel et criminaliste, le narrateur sujet expose comment, fils dévoyé, après une tentative avortée de s'exiler en Amérique, il trouve un emploi dans une baraque aux animaux, où cela en fin de compte ne lui plaît pas. Le « directeur », d'après le narrateur, a été en son temps « le célèbre Cotte-Comus, qui avec le naturaliste Garnier, un célèbre dresseur d'animaux » a fait des affaires. Les prétendus mémoires d'une vie ont été écrits par un auteur anonyme, et souvent traduits en allemand comme vie d'un vagabond.
Le roman d'aventures Le trésor du lac d'argent (de) de Karl May (1842-1912), paru tout d'abord en 1890/91 sous forme de roman-feuilleton dans un journal, commence sur l'Arkansas, à bord d'un bateau à roues où un entrepreneur de spectacles animaliers transporte une panthère noire. Pendant la représentation d'un repas de la panthère, arrangée pour les autres passagers, le dompteur est tué par l'animal, qui se libère immédiatement de sa cage, et menace une dame avec sa petite fille. Un Indien sauve la demoiselle en sautant avec elle dans l'eau. Le retour du bon sauvage à bord avec l'enfant est « salué avec une allégresse bruyante. » La panthère, qui a aussi sauté par-dessus bord, périt dans le fleuve.

## Accueil par la société
L'animal exotique, signe de souveraineté princière, perd sa popularité à la fin de l'époque baroque. Il change de fonction et sert dorénavant plus à la définition publique de quelque chose d'étranger ou anormal, mais qui ne peut pas être réellement dangereux. Là dessus, la croyance dans les démons et les esprits s'est déplacée aussi dans les couches les plus basses de la société, et la confiance en un ordre rationnel du monde s'est étendue, comme c'est progressivement le cas depuis le XVIIe siècle. Encore au XVIIIe siècle, cependant, les dresseurs d'animaux sont occasionnellement soupçonnés de sorcellerie, comme par exemple à la suite d'une représentation de Faust avec des animaux dressés en 1721.
Le philosophe Michel Foucault caractérise la ménagerie par la thèse que « la bestialité ne réside pas dans l'animal, mais dans sa domestication. » Il s'agit d'un principe d'exclusion de l'anormal depuis l'absolutisme, qui vaudrait aussi bien pour les hommes que pour les animaux. Il compare ainsi les asiles de fous et les cliniques comme l'hôpital de la Salpêtrière avec des ménageries pour animaux : « On fait exposer les fous aux gardiens, comme le dompteur montre les singes sur le marché Saint-Germain. »

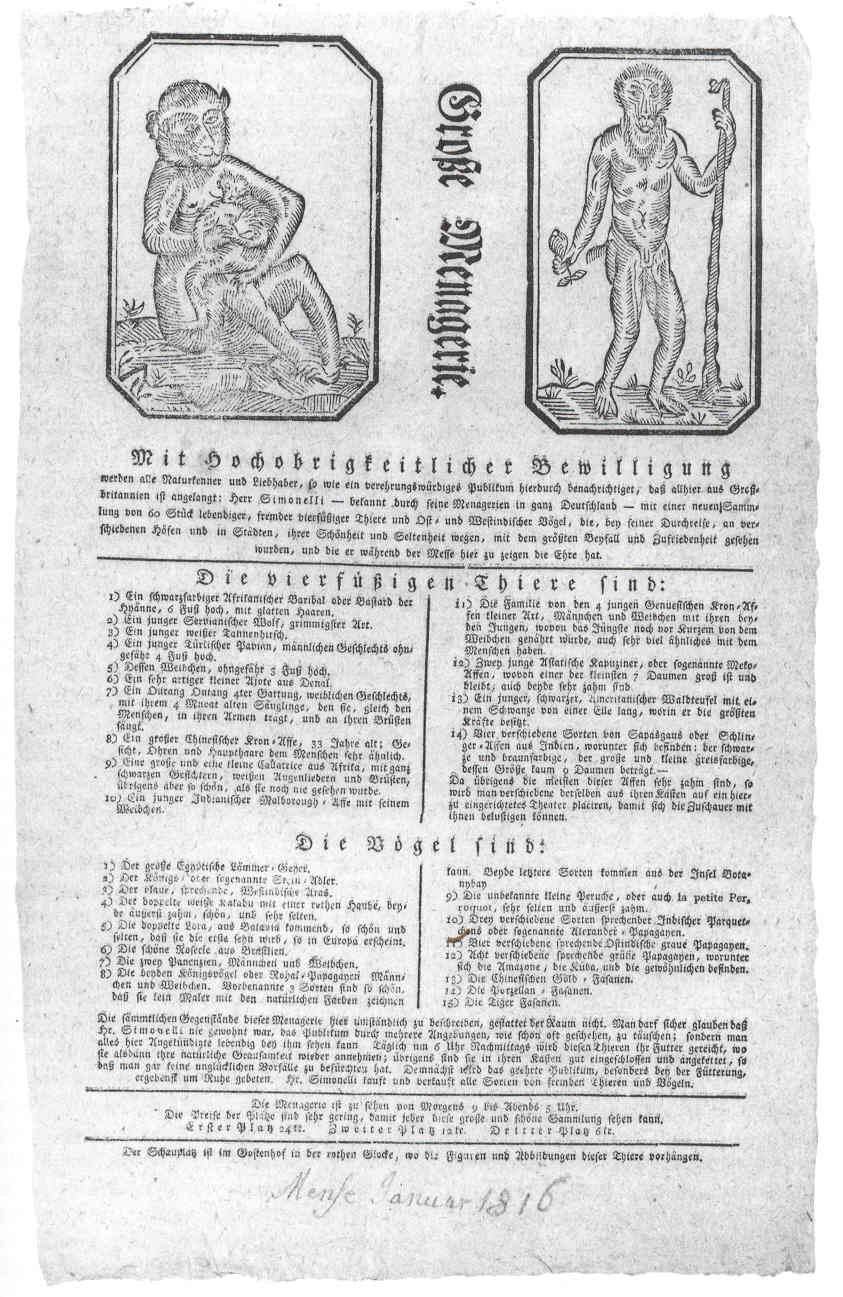
Feuille d'annonce de la ménagerie de Joseph Simonelli, 1816 ;. Le mandrill est appelé « babouin turc » et présenté comme un « homme sauvage. » La macaque de Barbarie allaite son petit, comme une mère son enfant.

### Perception éclairée
Depuis la fin du XVIIe siècle, les érudits considèrent les animaux exotiques comme des objets naturels ; les conceptions traditionnelles d'animaux merveilleux et fantastiques sur lesquels on écrit depuis le Moyen Âge, doivent être combattues par sa propre vision. L'extension de ce modèle de pensée marque la perception des spectacles animaliers à la fin du XVIIIe siècle ; les ménageries ambulantes de la fin de l'époque des Lumières ont rendu de grands services dans la popularisation d'un savoir intelligible sur la nature. Pour le grand public, les spectacles animaliers sont l'occasion d'étonnement, et pour les artistes, ils sont une inspiration pour travailler des sujets exotiques pris dans les baraques. Les chercheurs en sciences naturelles, de plus en plus intéressés au relevé systématique du monde animal, se sont servis avant tout des cabinets de sciences naturelles. Buffon et Linné ont pris, dans leurs histoires naturelles, des animaux qu'ils ont vus dans les spectacles animaliers.
Dans le premier tiers du XIXe siècle, les zoologistes font part de leurs critiques à l'égard des présentations des collections ambulantes d'animaux. C'est ainsi qu'ils ont critiqué les désignations souvent librement inventées pour les animaux ainsi que les explications fausses et ronflantes des exploitants. De plus, ils ont réprouvé les exagérations marquées sur les feuilles publicitaires, comme celle que par exemple le propriétaire de ménagerie Hermann van Aken diffusa en 1828, avec l'affirmation que les serpents peuvent s'enrouler autour d'un buffle. Sir Stamford Raffles trouva en 1825 que les animaux sauvages ne doivent plus être l'objet de spectacles vulgaires. Il a soutenu la fondation du zoo de Londres. Les ménageries commercialement prospères de la seconde moitié du XIXe siècle n'ont joué aucun rôle pour la zoologie ; les jardins zoologiques sont considérés comme les lieux d'observation sérieuse des animaux. Les formes de l'entretien des animaux dans les collections ambulantes se sont heurtés tôt à la critique ; en 1830, on a constaté à propos des ménageries ambulantes britanniques la misère de l'entretien des cages et l'incompétence des gardiens.

### Science moderne
Les spectacles animaliers ont trouvé dans la science de la fin du XXe siècle un intérêt avant tout en liaison avec les recherches sur l'histoire des zoos et des cirques, parce que les rapports et passages entre les entreprises se sont accomplis simultanément et souplement : échange de bêtes, adoption de méthodes, participation croisée des hommes. Dans des recherches individuelles, comme par exemple sur la peinture animalière du XIXe siècle on trouve à l'occasion des représentations des ménageries ambulantes. Une étude des peintures de ménageries de Paul Meyerheim parue en 1995 fait allusion à la torture des grands fauves maintenus derrière des grilles dans les baraques aux animaux ; dans un tableau imité authentiquement de 1895, le peintre tente de donner l'expression de sauvagerie à un ours blanc s'acharnant sur les barreaux de la grille, qu'il présente comme « folie » de la créature dérangée dans son comportement.
Depuis 1999, on possède dans le travail d'Annelore Rieke-Müller et Lothar Dittrich (de), Unterwegs mit wilden Tieren. Wandermenagerien zwischen Belehrung und Kommerz (En route avec les bêtes sauvages. Ménageries ambulantes entre instruction et commerce), 1750-1850, une première recherche à grande échelle sur les collections animalières qui ont voyagé à travers l'Europe jusqu'au milieu du XIXe siècle. Cette recherche se fonde sur les collections de musées, d'archives et privées. Des documents personnels des propriétaires de ménageries, comme des mémoires ou des agendas, qui pourraient donner des renseignements sur le quotidien des ménageries ambulantes n'ont pas été retrouvés jusqu'à 1850 ; des souvenirs de vie comme par exemple ceux de Carl Hagenbeck ou P. T. Barnum, proviennent d'une période plus récente des ménageries, qui n'a pas encore été étudiée de façon scientifiquement cohérente.
Les feuilles d'annonce, les autorisations de présentation et les brochures des ménageries ambulantes du début, en archives à côté des journaux, ont été ici ou là parties d'expositions sur le cirque ou le zoo ; d'autres exemplaires transmis ont été longtemps, comme les cartes postales et les imprimés, offerts par les antiquaires et les marchés aux puces, si bien que se sont constituées des collections privées qui ont suscité de plus en plus l'attention de la science et d'expositions (souvent régionales) dans les années récentes.

## Webographie
- (de) Stefan Nagel, « Menagerien: Bilder und Quellen zu den Wandermenagerien des 19. Jahrhunderts », sur schaubuden.de (consulté le 1er janvier 2015)
- (de) « Wandermenagerien und Zoos »(Archive.org • Wikiwix • Archive.is • Google • Que faire ?) (consulté le 1er janvier 2015)
- (en) « Dingles Fairground Heritage Centre : Animal Magic? Timeframe: 1700s - 1930s » (consulté le 1er janvier 2015)
- (en) « The University Of Sheffield National Fairground Archive: Travelling Menageries »(Archive.org • Wikiwix • Archive.is • Google • Que faire ?) (consulté le 1er janvier 2015)
- (en) « Tracts d'annonces » (consulté le 1er janvier 2015)